# Ghezzano
Ghezzano è una frazione del comune italiano di San Giuliano Terme, nella provincia di Pisa, in Toscana.

## Geografia fisica
Il paese di Ghezzano è situato nel Valdarno pisano e si trova nell'area pianeggiante sulla riva destra dell'Arno. L'urbanizzazione storica si sviluppa nella zona più vicina all'Arno, mentre quella più recente lungo la strada provinciale 2 Vicarese che unisce Pisa a Calci e al lungomonte pisano, che lambisce il centro storico della città di Pisa a nord-est, immediatamente in continuità urbana con il quartiere di Pratale. Difatti, pur essendo una frazione di San Giuliano Terme, il paese è comunemente considerato come un quartiere di Pisa, facendo parte di un'unica conurbazione con la città.

## Storia
Il paese di Ghitianum è ricordato per la prima volta in un documento del 15 luglio 1030, dove è registrata la vendita effettuata da Ugo Visconti del fu Gherardo di un pezzo di terra «in loco et finibus Ghitiano», noto come Prato di Tedice, ricevendo dal compratore Orso un anello d'oro del valore di 100 soldi. Le stesse località di Ghezzano e Prato di Tedice verranno ricordate in un altro documento del 1078 e in un atto di vendita del febbraio 1083. In questo periodo è provato che il villaggio già contava al suo interno due chiese, una intitolata a san Giovanni Battista e l'altra a san Michele, entrambe dipendenti dalla pieve di Santa Giulia di Caprona, le quali nel XIV secolo andranno a formare due comunelli distinti. Il 12 ottobre 1628 fu fondata la Confraternita del Rosario, che operò attivamente nella vita del paese e alla quale si devono i lavori di ampliamento della chiesa di San Giovanni Battista che, dopo la sconsacrazione di quella di San Michele avvenuta nel 1596, assumeva in quegli anni una maggiore importanza. Ghezzano registrò un notevole incremento demografico a partire dalla metà del XVIII secolo, tanto che venne affidato alla parrocchia di San Giovanni anche il territorio di San Giusto in Cisanello, amministrativamente parte del comune di Pisa: il vasto territorio parrocchiale fu ridotto solamente nel 1977, con la scorporazione dei territori di Pisa.
Ghezzano contava 460 abitanti nel 1845, raggiungendo le 955 unità nel 1931. Attualmente, con i suoi oltre 3 500 abitanti, è la frazione più popolosa del comune di San Giuliano Terme, questo grazie ad una forte urbanizzazione avvenuta nel corso della seconda metà del XX secolo che l'ha di fatto saldata alla periferia nord-orientale della città di Pisa.

## Monumenti e luoghi d'interesse

### Architetture religiose

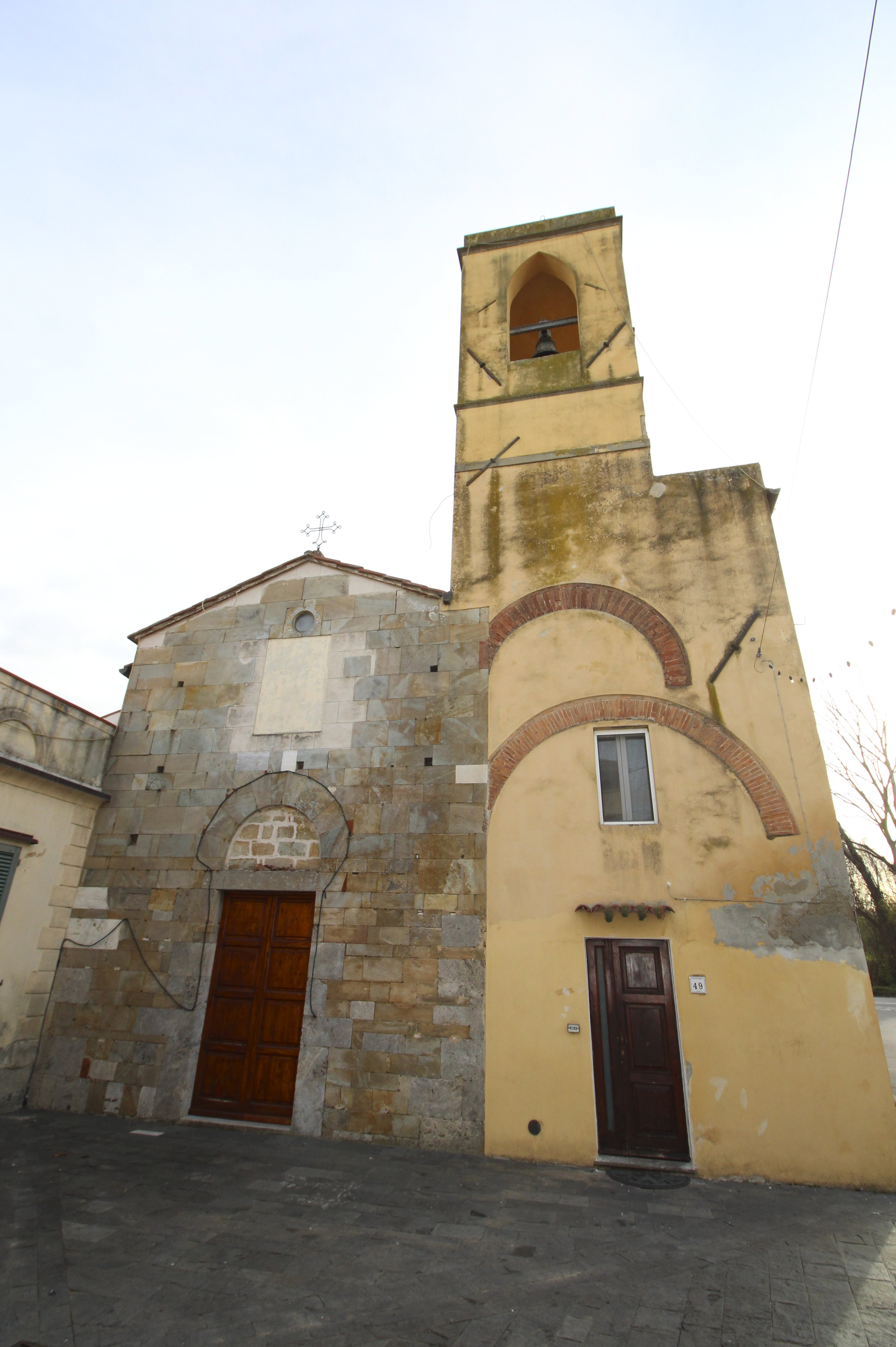
La chiesa di San Giovanni Battista

- Chiesa della Santissima Trinità, chiesa parrocchiale della frazione, è stata costruita su progetto dell'architetto pisano Gaetano Nencini. La chiesa è stata ufficialmente consacrata dall'arcivescovo Benvenuto Matteucci nel 1982. Si tratta di un edificio in architettura moderna a pianta triangolare.[6] La parrocchia della Santissima Trinità conta al suo interno 4 002 abitanti.[7]

- Chiesa di San Giovanni Battista, antica chiesa medievale di Ghezzano, è ricordata per la prima volta nel Regestum Pisanum del 1055, ma è sconosciuta la data di costruzione. Sulla facciata è posizionata una lapide in marmo che reca il nome «Enricus diacono» e l'anno «1131», probabilmente riferito a quando la chiesa fu fatta ricostruire o ampliare nel XII secolo.[5] Altri rifacimenti si ricordano nel XIV secolo, quando fu ampliata con murature in pietra e mattoni, e tra il XVII e il XVIII secolo, con la costruzione delle cappelle laterali. Anticamente, nel punto in cui oggi sorge la sagrestia, vi si trovava il cimitero del paese, che secondo l'usanza era annesso alla chiesa.[5] La chiesa fu restaurata nei primi anni ottanta dall'allora parroco don Mario Stefanini che ne conferì l'emergenza degli elementi architettonici medioevali e il rifacimento della copertura e il miglioramento strutturale.

- Chiesa di San Michele, nota comunemente come San Micheletto, era una delle due chiese medievali del villaggio di Ghezzano. Oggi non più esistente, sono però ancora visibili parti della facciata che è stata incorporata in un vecchio edificio nei pressi di via Lazzeri, di fronte all'argine del fiume Arno.[5] La chiesa, risalente al periodo alto-medievale, era stata sconsacrata il 3 novembre 1596 perché troppo umida, data la vicinanza al fiume, rendendo per molti anni la chiesa di San Giovanni unica chiesa del paese.[5]

- Chiesino Palme, cappella annessa alla villa della famiglia Palme sita in via Lazzeri, presenta una architettura sei-settecentesca con affreschi all'interno; attualmente non è aperta al pubblico ma è rimasta aperta al culto fino agli anni ottanta.

### Architetture civili
- Residenza universitaria I Praticelli, situata nella zona di Ghezzano posta sul perimetro con il territorio comunale di Pisa, si tratta di una monumentale struttura di architettura contemporanea realizzata per gli studenti dell'Università di Pisa. L'opera è stata realizzata dal Ministero della Pubblica Istruzione e cofinanziata per il 25% dalla Regione Toscana. Il campus, situato all'interno di un grande parco urbano, occupa un'area di oltre tre ettari, dove trova collocazione anche un parcheggio pubblico: la struttura è inoltre dotata di 814 posti letto. Il campus I Praticelli è stato inaugurato il 19 marzo 2008.[8]

## Società
Associazioni di volontariato
La Pubblica Assistenza Società Riunite in Pisa è presente con una Sezione della sua Associazione, fornendo numerosi servizi alla cittadinanza.

## Economia
Un'importante fonte economica del comune di San Giuliano Terme è situata propria nella frazione di Ghezzano, dove si trova la località La Fontina, toponimo derivato dalla presenza di una piccola fontana dell'acquedotto mediceo: qui è presente un piccolo centro industriale in continua espansione con sede di molte imprese della zona. La Fontina è ormai inglobata col tessuto urbano di Pisa, ma è a tutti gli effetti in territorio sangiulianese.

## Sport
A Ghezzano ha sede la società di pallacanestro GMV Basket Ghezzano, fondata nel 1996.